# Städtetag (historisch)
Der Städtetag war im 15. und 16. Jahrhundert eine bedeutende Institution der Freien und Reichsstädte im Heiligen Römischen Reich und in anderen Gebieten, in denen deutsches Recht angewendet wurde, ohne dass eine Zugehörigkeit zum Reich bestand, etwa im Deutschordensstaat.

## Hintergrund
Im Unterschied zu den mindermächtigen Reichsgrafen und Reichsrittern bildeten die Reichsstädte nicht nur eine eigene, in Schwäbische und Rheinländisch untergliederte Reichstagskurie auf den Reichstagen, sondern entwickelten aufgrund ihrer Sonderstellung mit dem Städtetag zugleich eine andere reichsweite Institution, die sich ab 1471 herausbildete. Die Entstehung dieser kommunikativen Plattform war gleichzeitig Ausdruck eines politischen Verdichtungsprozesses um 1500 und sie war ausschlaggebend für die politische Positionierung der Kommunen im Reich.

## Zweck
Der Städtetag stellte eine relativ lockere Verbindung aller Freien und Reichsstädte dar, in der sie sich untereinander absprachen und Interessen ausglichen. Die Versammlungen wurden nach Bedarf einberufen und fanden in verschiedenen Städten des Reiches statt, manchmal auch gleichzeitig mit einem Reichstag. Oft wurde gerade im Vorfeld eines Reichstages das Verhalten der Städte untereinander abgestimmt. Der intensive Austausch zwischen den Reichsstädten war ein wesentlicher Grund dafür, dass die weit überwiegende Mehrheit die Reformation übernahm und damit besonderen Einfluss auf deren Verbreitung hatte.

## Entwicklung
Der Städtetag entwickelte sich bald zum entscheidenden Zentrum aller städtischen Aktivitäten im Reich, das in der ersten Hälfte des 16. Jahrhunderts den Höhepunkt seiner reichspolitischen Bedeutung erlangte. Auf dem Westfälischen Frieden 1648 wurde dem Städtetag als „Stadtkurie“ des Reichstages de jure das lange umstrittene „votum decisivum“ zugestanden. Mit der Einrichtung des immerwährenden Reichstages in Regensburg ab 1653/54, auf dem sich die Städte zunehmend durch Regensburger Bürger vertreten ließen, wurde der Städtetag funktionslos.